# Играющие мальчики
«Играющие мальчики» (фин. Leikkiviä poikia, швед. Lekande pojkar) — картина финского художника Вернера Томе, написанная маслом на холсте в 1903 году и являющаяся частью коллекции художественного музея «Атенеум» в Хельсинки (Финляндия), для которого она была приобретена в 1904 году.

## Описание
Вернер Томе сфотографировал обнажённых мальчиков на солнечном пляже для нескольких своих работ. В своих бежевых и золотистых тонах «Играющие мальчики» сумели запечатлеть голых мальчиков, нежащихся на песке пляжа, таким образом, что это отражает дух тех дней. В первые годы XX века в Финляндии также развивалось представление о здоровье, когда и взрослые, и дети черпали жизненную силу в солнце и пляжах. В духе современной культуры обнажения культурные люди увлеклись натурализмом и поклонением солнцу: практичным, виталистичным образом жизни.
«Играющие мальчики» были написаны в Суурсаари, где Томе летом в начале 1900-х годов рисовал морские пейзажи. Картина была представлена на выставке финского искусства в Париже в 1908 году. В те дни Томе сменил направление на французскую цветовую гамму. «Купающиеся мальчики» (1910) и «Мальчики на скалах» (около 1910—1911) также являются самыми известными его работами в этой области, хранящимися в художественном музее «Атенеум».